# Tim Berne

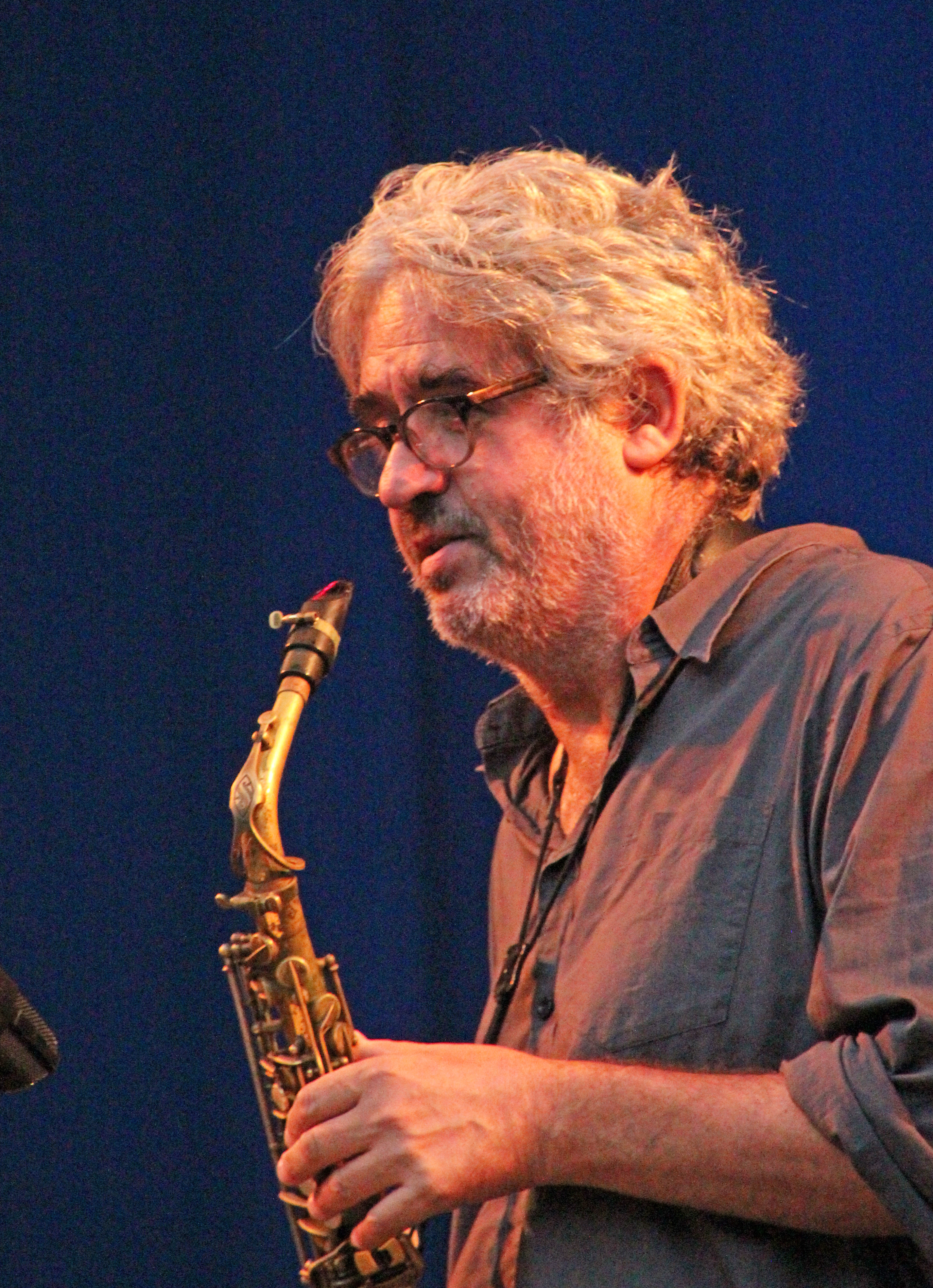
Tim Berne (2016)

Tim Berne (* 16. Oktober 1954 in Syracuse, New York) ist Altsaxophonist und Protagonist der improvisierten Musik. Sein energetisches Spiel ist vor allem beeinflusst vom Soul und Blues der 1960er Jahre, insbesondere von Musikern wie Sam & Dave, Johnnie Taylor, Martha & the Vandellas und Gladys Knight. Seine eigene Musik bewegt sich jedoch vor allem im Bereich des Avantgarde Jazz.

## Leben und Wirken
Berne kaufte sein erstes Altsaxophon, als er das Lewis and Clark College in Oregon besuchte. Er war zunächst Fan von Rhythm and Blues und Soulmusik und hörte kaum Jazz. „Aber dann hörte ich Julius Hemphill. Er hatte diese Stax- und Rhythm&Blues-Sensibilität, und er hatte diese irgendwie andere Wildheit. Es war unglaublich. Da erst fing ich an zu spielen.“
Berne zog 1974 nach New York City, um mit Hemphill zu spielen und bis 1978 bei ihm und bei Anthony Braxton zu lernen. Seit 1979 veröffentlichte er auf seinem eigenen Label Empire Records erste eigene Alben. In den nächsten Jahren nahm er fünf Platten unter eigenem Namen auf, u. a. mit Ed Schuller, Olu Dara, Paul Motian, John Carter, Glenn Ferris und Bill Frisell. Zwei Aufnahmen für das italienische Label Soul Note sowie die beiden Alben Fulton Street Maul und Sanctified Dreams für Columbia Records folgten. 1988 begann eine mehrjährige Partnerschaft mit dem deutschen Label JMT. Höhepunkt dieser Zeit waren die legendären Paris-Konzerte mit Bernes Quartett Bloodcount (veröffentlicht auf Lowlife, Poisoned Minds und Memory Select). Seit 1994 hat Bloodcount weltweit über 250 Konzerte gespielt. 1985/87 wirkte er bei Herb Robertsons JMT-Alben Transparencyund X-Cerpts: Live at Willisau mit; 1998 legte er mit Michael Formanek das Album Ornery People vor.
1996 gründete Tim Berne mit Screwgun wieder ein eigenes Label, auf dem er bisher mehrere Alben veröffentlichte (u. a. 2003 Science Friction). Er selbst bezeichnet sich „… als Kontrollfreak und bestätigt damit einen Satz von Marc Ribot, wonach es ein großes Maß an Kontrolle brauche, um Musik zu schaffen, die klingt, als ob sie unkontrolliert sei.“
2012 präsentierte er mit seinem Quartett Snakeoil (Tim Berne, Oscar Noriega, Matt Mitchell und Ches Smith, später kam noch Ryan Ferreira hinzu) ein erstes, gleichnamiges Album auf ECM: Auf diesem Album spielte die Band „eine auch klangtechnisch vielschichtige Quartettmusik, die auf den Errungenschaften von postmodernem Jazz und 2. Wiener Schule aufbaut,“ so Karl Lippegaus in der Süddeutschen Zeitung. Die „vier Musiker - statt eines Bassisten folgt der Klarinettist Oscar Noriega dem Leader wie ein Schatten - spielen sehr oft gleichzeitig. Ein großer dunkler schimmernder Klangstrom - vier der sechs Stücke überschreiten die zwölf Minuten - mäandert so in langen Windungen. Manchmal fragt man sich, in welchen Film man da wohl geraten ist, aber nach einer Viertelstunde hat sich wieder etwas merklich gedreht im eigenen Hirn - und man ist nicht mehr derselbe. Ein echtes Erlebnis.“ Das Album war unter den Top Ten des Jahres 2012 im Kritikerpoll des Down Beat. 2013 folgte mit Shadow Man ein weiteres Album von Snake Oil, 2015 erschien You've Been Watching You.. Zu hören ist er auch auf Formaneks 2014 entstandenen Livealbum Pre-Apocalyptic (2020) und Kris Davis’ Duopoly (2016).

## Diskographische Hinweise
- Mutant Variations (Soul Note 1984, mit Herb Robertson, Ed Schuller, Paul Motian)
- Tim Berne’s Fractured Fairy Tales (JMT 1990, mit Herb Robertson, Mark Feldman, Hank Roberts, Mark Dresser, Joey Baron)
- Ornery People (Little Brother, 1998, mit Michael Formanek)
- Herb Robertson NY Downtown Allstars: Elaboration (2005)
- Herb Robertson NY Downtown Allstars: Real Aberration (2007)
- Michael Formanek Very Practical Trio: Even Better (2019)
- The Fantastic Mrs. 10 (Intakt, 2020)
- Broken Shadows: Broken Shadows Live (Screwgun, 2020), mit Chris Speed, Dave King und Reid Anderson
- Snakeoil The Fantastic Mrs. 10 (Intakt, 2020)
- Tim Berne & Matt Mitchell: Spiders (Out of Our Head, 2020)
- (D)ivo Saxophone Quartet: (D)ivo (Mahakala, 2022)
- Tim Berne, Hank Roberts, Aurora Nealand: Oceans and (Intakt, 2023)
- Sunny Five: Candid (Intakt, 2024, mit David Torn, Marc Ducret, Devin Hoff, Ches Smith)
- Chloë Sobek, Tim Berne: Burning Up (Relative Pitch Records, 2024)
- Aurora Nealand, Mark Helias, Tim Berne: Live at the 188 Club (2024)
- Tim Berne, Gregg Belisle-Chi + Tom Rainey: Yikes Too (2025)

## Lexigrafische Einträge
- Richard Cook Jazz Encyclopedia Penguin: London 2007; ISBN 978-0-14-102646-6
- Wolf Kampmann (Hrsg.), unter Mitarbeit von Ekkehard Jost: Reclams Jazzlexikon. Reclam, Stuttgart 2003, ISBN 3-15-010528-5.